# Guayatá (ort)
Guayatá är en ort i Colombia.   Den ligger i departementet Boyacá, i den centrala delen av landet, 80 km nordost om huvudstaden Bogotá. Guayatá ligger 1 654 meter över havet och antalet invånare är 2 857.
Terrängen runt Guayatá är bergig åt sydväst, men åt nordost är den kuperad. Guayatá ligger nere i en dal. Runt Guayatá är det ganska tätbefolkat, med 86 invånare per kvadratkilometer. Närmaste större samhälle är Garagoa, 19,0 km nordost om Guayatá. I omgivningarna runt Guayatá växer i huvudsak städsegrön lövskog.